# 格雷格利乌斯·帕拉玛斯
格雷格利乌斯·帕拉玛斯（希臘語：Γρηγόριος Παλαμάς）是14世纪拜占庭帝国重要的正教会神学家、阿索斯山僧侣、塞萨洛尼基都主教；静修派运动的领导者。正教会圣人。他最为著名的事迹是其与另一名来自意大利的希腊人僧侣巴尔拉姆有关主易圣容时耶稣所发出的光的性质的争论。在1347年和1351年于君士坦丁堡召开的两次宗教会议上，帕拉玛斯的学说得到了教会的宣认，并成为正教会的官方学说。他在神学上的最终胜利宣告了阿索斯山、东正教僧侣阶级对于世俗的胜利----即对教会和国家的掌控、神权政治。帕拉玛斯是当今正教会神学体系的奠基者。
在正教会中，一年中有两天是他的瞻礼。其一是帕拉玛斯逝世的日子，即儒略历11月14日。二是大斋期第二个主日，紧随正教得胜主日（纪念圣像毁坏运动的结束）。

## 生平
帕拉玛斯在君士坦丁堡长大，他的父亲是拜占庭宫廷内一名贵人，曾担任皇帝安德洛尼卡三世的导师。年轻的格雷格利乌斯曾师从菲拉德尔菲亚的提奥利普托斯。在其父逝世后，约1316年，帕拉玛斯于阿索斯山成为了一名修道士，时年二十岁；他的其余家庭成员也尽数进入了修道院。在之后的约二十年中，除了其中六年为躲避奥斯曼土耳其人的战火而迁居韋里亞，格雷格利乌斯都在阿索斯山上修道。
自1335-1336年后，帕拉玛斯的人生轨迹有了重大的转折，在接下来的许多年内，他投身并成为当时“静修之辩”的参与者。他的论敌卡拉布里亞的巴尔拉姆认为；基督的神性之光并非无始，而是受造的。在当时，阿索斯山的僧侣认为这种光明是十分神圣的，格雷格利乌斯因此和巴尔拉姆展开了长时间的论争。1341年君士坦丁堡宗教会议上，他辩驳并击败了巴尔拉姆，后者被迫流亡他地。但随后君士坦丁堡政坛中人尼基弗鲁斯·格里戈拉斯、教士格雷格利乌斯·阿金迪诺斯与帕拉玛斯展开了第二轮的争论。直到最后尼基弗鲁斯的尸体被游街示众，宣告了帕拉玛斯的完全胜利。这期间，拜占庭帝国经历了一场内战，冲突双方分别是約翰·坎塔庫澤努斯和约翰·帕里奥洛格斯。1347年，帕拉玛斯担任塞萨洛尼基都主教，但由于政局的不稳定，他直到1350年方才赴任。1354年，帕拉玛斯取海路上君士坦丁堡，遭到土耳其人劫持。土耳其人将他带到了小亚细亚，他在那里也与穆斯林展开了对话。1359年，帕拉玛斯逝世。1368年，正教会册封他为圣人。

## 神学及哲学思想

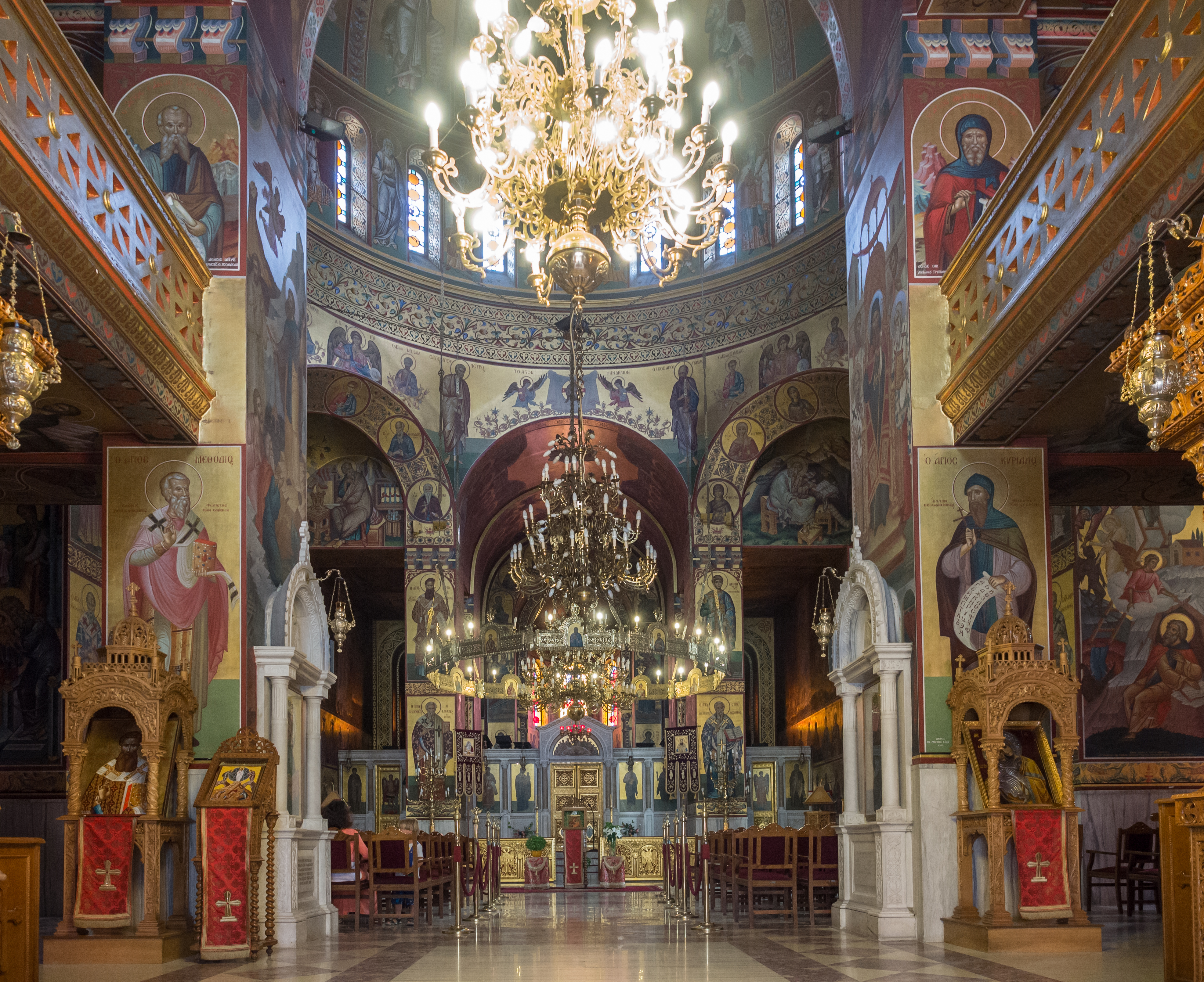
圣格雷格利乌斯·帕拉玛斯大教堂，塞萨洛尼基。帕拉玛斯的圣髑存放于此。

根据俄裔德国正教神学家弗拉基米尔·洛斯基和俄裔美国正教神学家約翰·梅延多夫，帕拉玛斯的思想不仅是拜占庭后期思想中的一环，还是正教会正式宣认的思想之一，其与早期教父思想是一脉相承的。
帕拉玛斯最主要的神学思想是“上帝的质（Ουσια）-能（ἐνέργεια）之分”。这一理论的具体阐释在学者间有很大争议。它最初是在帕拉玛斯与巴尔拉姆的论争中由前者提出的。肯塔基大学的大卫·布拉德肖哲学教授指出“能（ἐνέργεια）”最早由亚里士多德在《形而上学》中提出，意指“某项能力的具体施展”。希腊化时代，“ἐνέργεια”通常指“活动”或“特定行动”，使徒保罗则将这个词汇仅用于描述灵体的活动（上帝、撒旦、恶魔、天使等）。这一词义影响了使徒教父们和他们的著作。逐渐地，“能”开始意指“达成某种行为之能力”。公元四世纪的使徒宪章以这种方式使用“能”一词，描绘道：“主耶稣基督赐予我们圣灵的礼物，他的“能”充满了我们，使我们说出新的话语。”而在斐理伯書第2章第12至13节，保罗使用“你們要懷著恐懼戰慄，努力成就你們得救的事，因為是天主在你們內工作，使你們願意，並使你們力行，為成就他的善意。”中的“力行”一词在原文希腊文中用的是“能”的动词形式。该撒利亚的巴西流和其兄弟尼撒的贵格利将上帝的“质”阐释为上帝之不可知的本质，而“能”为上帝之外部显现。前者完全超越人的认知，后者可以被理解。这一观点与新柏拉图主义哲学家普罗提诺对柏拉图和亚里士多德各自本体论观点的调和有相似之处。
帕拉玛斯在与巴尔拉姆的辩论中指出，如果如巴尔拉姆所言，世上除了上帝的本质和上帝的造物之外别无他物，那么也就得出：每个受造物都直接地必然地存在于上帝的神圣本质内。而这样的一种结论则会流于泛神论（因为按此推理，每个受造物在上帝的“质”中也成了质的分有者，由此每个受造物都是上帝）。泛神论是与作为一神教的基督教和其教义不兼容的，故此巴尔拉姆的论说为异端。在其著作《百五十章》中，帕拉玛斯认为上帝的“能”或“大能”不仅是我们由此认知上帝的、纯认识论的一种方法，而是上帝之真实（Οντων του θεου）；是与上帝之本质不同的。
在他的名篇《致最尊敬的谢尼娅修女》中，圣格雷格利乌斯讨论了神义论和自由意志。像一般的神义论问题一样，他首先提出了“为什么上帝会允许邪恶”这个问题。在随后的解答中，帕拉玛斯认为现世本身就是我们悔罪的场所，而人类有完全的自由意志去选择“生命之路”或“死亡之路”；我们一切的善行的最终来源是上帝，他借着爱引导我们远离由亚当的原罪所带来的死亡，即使我们作恶，他也不会收回他的引导和人行善的自由意志。

## 言论
- 如果你不在今世争取灵魂的生命，那就不要自欺欺人地期盼来世。[8]

## 主要著作
- 《维护静修者三论集》（简称三论集）
- 《百五十章》
- 众多讲道、布道集
- 《慕善集》第四卷收录的文章多篇